# Тилмен (округ)
Округ Тилмен (англ. Tillman County) располагается в штате Оклахома, США. Официально образован в 1907 году. По состоянию на 2012 год, численность населения составляла 7822 человека.

## География
По данным Бюро переписи США, общая площадь округа равняется 2276,612 км2, из которых 2258,482 км2 суша и 18,130 км2 или 0,820 % это водоёмы.

## Население
По данным переписи населения 2010 года в округе проживает 7 992 жителей в составе 3 216 домашних хозяйств и 2 136 семей. Плотность населения составляет 3,50 человек на км2. На территории округа насчитывается 4 077 жилых строений, при плотности застройки около 1,80-ти строений на км2. Расовый состав населения: белые — 73,50 %, афроамериканцы — 7,70 %, коренные американцы (индейцы) — 3,40 %, азиаты — 0,30 %, гавайцы — 0,10 %, представители других рас — 11,00 %, представители двух или более рас — 4,10 %. Испаноязычные составляли 0,00 % населения независимо от расы.
В составе 31,50 % из общего числа домашних хозяйств проживают дети в возрасте до 18 лет, 48,80 % домашних хозяйств представляют собой супружеские пары проживающие вместе, 12,30 % домашних хозяйств представляют собой одиноких женщин без супруга, 33,60 % домашних хозяйств не имеют отношения к семьям, 30,30 % домашних хозяйств состоят из одного человека, 14,00 % домашних хозяйств состоят из престарелых (65 лет и старше), проживающих в одиночестве. Средний размер домашнего хозяйства составляет 2,40 человека, и средний размер семьи 3,96 человека.
Возрастной состав округа: 24,70 % моложе 18 лет, 7,80 % от 18 до 24, 22,50 % от 25 до 44, 27,30 % от 45 до 64 и 27,30 % от 65 и старше. Средний возраст жителя округа 40.9 лет. На каждые 100 женщин приходится 99,80 мужчин. На каждые 100 женщин старше 18 лет приходится 99,60 мужчин.
Средний доход на домохозяйство в округе составлял 31 437 USD, на семью — 40 616 USD. Среднестатистический заработок мужчины был 32 885 USD против 29 757 USD для женщины. Доход на душу населения составлял 16 541 USD. Около 21,70 % семей и 30,50 % общего населения находились ниже черты бедности, в том числе — 18,00 % молодёжи (тех, кому ещё не исполнилось 18 лет) и 65,00 % тех, кому было уже больше 65 лет.